# 熱塩温泉
熱塩温泉（あつしおおんせん）は、福島県喜多方市熱塩加納町（旧国陸奥国、明治以降は岩代国）にある温泉。

## 泉質
- 塩化物泉[1]
  - 源泉温度：64 - 72℃

熱塩の名前のとおり塩分の濃い熱めの温泉である。また、古くから子宝の湯としても知られている。
リウマチ性疾患、更年期障害などに効能がある。

## 温泉街
古くからの湯治場である。かつては示現寺の門前に温泉旅館が並んでいたが、1920年（大正9年）の大火により当時あった旅館8軒のうち4件が押切川対岸に移転している。この際に移転した方を新湯、もとよりあった方を元湯といった。2024年現在営業する施設は温泉宿の山形屋と日帰り入浴施設が1軒存在するのみである。また、示現寺前には足湯も存在する。周囲には樹齢1000年を超す大樹が多い。

## 歴史
- この地域は古くは海底であり、地殻変動によって熱せられた海水が湧出したもの[4]。
- 開湯は1375年（永和元年）で、示現寺を開いた源翁和尚が開湯したと伝わる[5][6]。
- 1611年（慶長16年）ごろに大地震が発生し、2つあった源泉の内淡水泉が枯れたとされる[7]。そのころまで塩を取る塩井があった。
- 1938年（昭和13年）に日中線熱塩駅が開業しアクセスが向上。1984年（昭和59年）に廃止。
- 2013年（平成25年）、梅雨前線による大雨（平成25年7月豪雨）で、湯上沢で土石流が発生。旅館1軒が土砂に埋没する被害。後に砂防ダムが建設された[8]。

## 出身著名人
- 瓜生岩子[9][10]。

## アクセス
- JR磐越西線 喜多方駅より北へ約10 km。路線バスは廃止されたが、平日は予約型乗合交通「みんべえ号」が運行されている[11]。
- 磐越自動車道会津若松インターチェンジから27分、米沢市街地から40分。

## その他
- 熱塩加納保健福祉センター「夢の森」  - 近隣にあるナトリウム・カルシウム - 硫酸塩・塩化物温泉「大森温泉」の施設。